# MV Balmoral
Pour les articles homonymes, voir Balmoral.
Le MV Balmoral, ancien ferry, est un petit paquebot d'excursion appartenant à la MV Balmoral Fund Ltd., un organisme de bienfaisance et de préservation du patrimoine. Actuellement il navigue dans le canal de Bristol.

Ce bâtiment est inscrit au registre du National Historic Ships  depuis 1993 et il est aussi l'un des nombreux bateaux de la National Historic Fleet.

## Histoire
Le MV Balmoral a été construit comme un ferry par John I. Thornycroft & Company en 1949 à Woolston pour la Southampton, Isle of Wight and South of England Royal Mail Steam Packet Co. Limited, plus généralement connu sous le nom de Red Funnel (en). À l'origine, le Balmoral pouvait transporter jusqu'à 10 voitures sur sa plate-forme arrière. Il a fonctionné normalement sur le service de traversier de Southampton à Cowes sur l'île de Wight. Il faisait aussi des excursions puis des croisières côtières autour de la côte Sud de l'Angleterre quand d'autres ferrys plus grands entrèrent en activité.
Red Funnel a cessé l'exploitation des excursions en 1968 et le Balmoral a été acquis par la compagnie  P & A Campbell (en) à Bristol. Il a navigué au sein de la flotte P&A Campbell's White Funnel Fleet jusqu'en 1980, date à laquelle il était le dernier navire actif de la flotte.

Le Balmoral est devenu un restaurant flottant à Dundee en Écosse. L'entreprise échouant, le navire a été mis en vente.

## Préservation
À cette époque la Waverley Steam Navigation Co. Ltd était à la recherche d'un autre navire pour opérer aux côtés du dernier bateau à roue à aubes au monde, le PS Waverley. Le Balmoral a été acheté et soumis à une refonte majeure. Essentiellement sa plate-forme à voiture a été fermée pour créer une zone salon-restaurant.

Balmoral est retourné dans le canal de Bristol en 1986. Depuis lors, il navigue l'été autour du canal de Bristol et dans la plupart des régions du Royaume-Uni.
En hiver 2002, le Balmoral a reçu des nouveaux moteurs : le twin diesel Newbury Sirron d'origine a été remplacé par une paire de moteurs diesel Grenaa danois, 6 cylindres turbocompressés.

Ce travail a été financé en partie par une subvention du Heritage Lottery Fund (en). Aujourd'hui, Balmoral peut accueillir jusqu'à 800 passagers et dispose d'un restaurant self-service à bord, ainsi que deux bars sous licence, d'un salon et d'une boutique de souvenirs.
En décembre 2012, la Waverley Excursions et Waverley Steam Navigation ont annoncé que Balmoral ne serait plus en servicer à partir de 2013.

En 2015, la propriété du MV Balmoral a été transférée à un organisme de bienfaisance enregistré sdous le nom de MV Balmoral Fund Limited, et il est maintenant exploité par sa filiale, White Funnel Ltd. Après une remise en état avec l'aide des collectivités locales, Balmoral a recommencé ses excursions le 19 juin 2015.